# غشاء زلالي رسغي قدمي كبير
الغشاء الزليلي الرسغي الكبير (بالإنجليزية: Great tarsal synovial membrane)‏ هو عبارة عن غشاء زلالي في القدم يتميز بغشاء من النسيج الرخو يقع بين محفظة المفصل وتجويف المفصل في المفاصل الزلالية حيث يحتوي هذا الغشاء على خلايا طلائية تفرز السائل الزلالي يمل تجويف المفاصل ويزلقها ويسهل حركتها  و لذلك عند حدوث أي التهاب في الغشاء الزليلي الذي هو الغشاء الذي يبطن المفاصل تكون الحالة صعبة جدًا ومؤلمة خاصة عند تحريك المفصل بسبب التورم من تجميع السوائل و لكن تقترن الإصابة بهذا الالتهاب مع التهابات المفاصل الروماتيدي خاصة و أمراض أخرى كالنقرس والذئبة والأكياس الزلالية .

## وصلات إضافية
هذه المقالة تعتمد على مواد ومعلومات ذات ملكية عامة، من الطبعة العشرين لكتاب تشريح جرايز لعام 1918.